# Berglustschacht

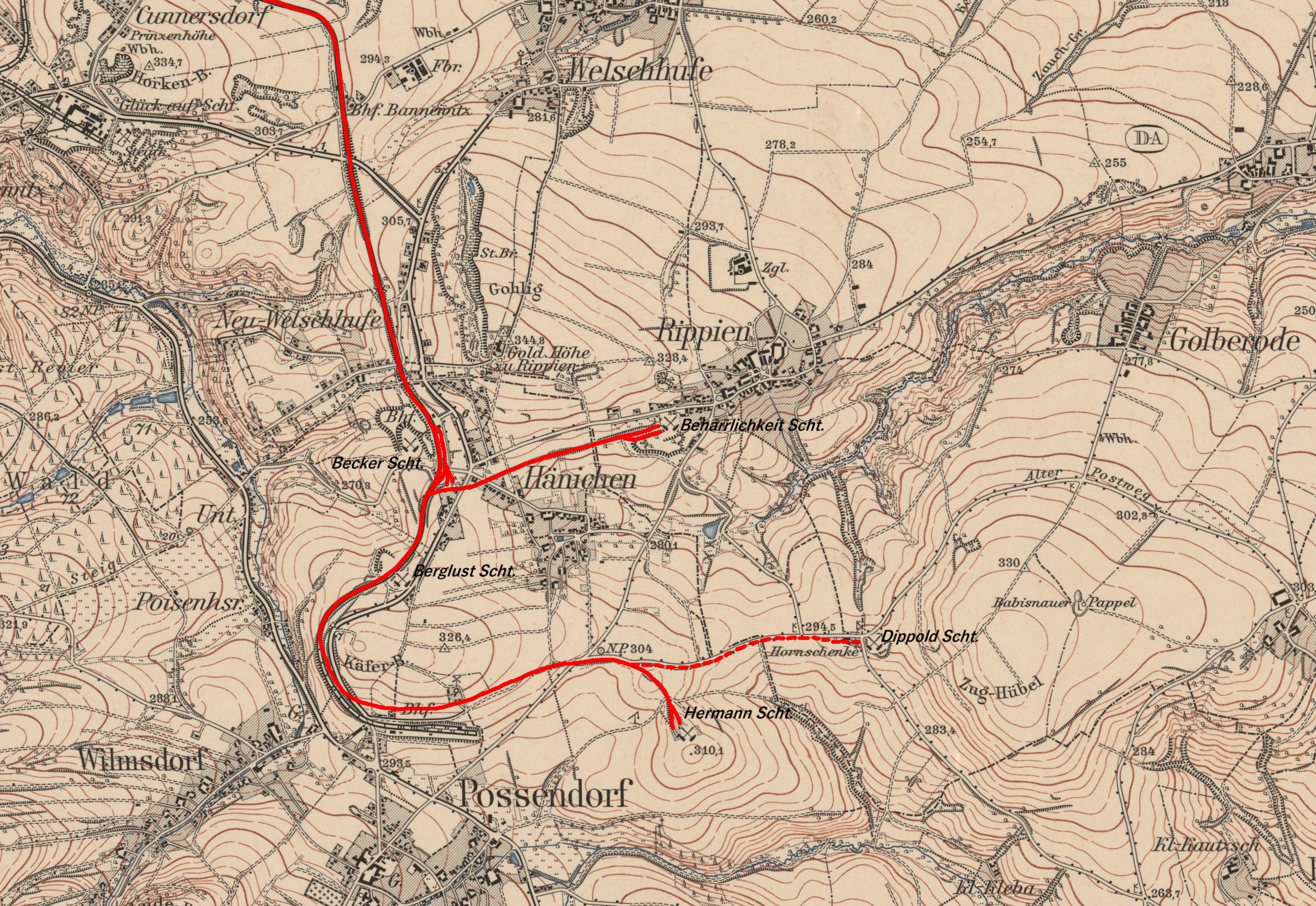
Karte der Schachtanlagen (Äquidistantenkarte, 1904)

Der Berglustschacht (auch: Wilmsdorfer Schacht) war eine Steinkohlengrube des Hänichener Steinkohlenbauvereins. Der Schacht lag im östlichen Teil der Steinkohlenlagerstätte des Döhlener Beckens auf Wilmsdorfer Flur.

## Geschichte
Der Hänichener Steinkohlenbauverein begann 1852 mit dem Teufen des Schachtes. Der bei 312,50 m NN angesetzte Schacht erreichte eine Teufe von 280 Metern. Im Jahr 1855 wurde das 1. Flöz mit einer Mächtigkeit von 2 Metern bei 278 Metern durchteuft. Der Schacht besaß ein gemauertes, massives Treibehaus in der Bauart eines Malakoffturmes, allerdings mit völlig schmuckloser Fassade. Zur Förderung wurde eine Dampfmaschine mit einer Leistung von 36 PS eingesetzt. Die Dampfmaschine der Wasserhaltung leistete 34 PS.
Im April 1857 ging die neugebaute Hänichener Kohlenzweigbahn, die den Abtransport der Kohlen erheblich erleichterte, in Betrieb.
Das Grubenfeld liegt an der südlichen Grenze der Verbreitung des 1. Flözes. In 180 m südwestlicher Entfernung besteht das Flöz nur noch aus einer 0,50 Meter mächtigen Brandschieferlage. In einer Entfernung von 180 m wurden nordöstlich des Schachtes 3 weitere Flöze durchfahren. So befindet sich 1,70 Meter unter dem 1. Flöz das 2. Flöz als 0,50 Meter mächtige Brandschieferlage. Das 3. Flöz aus 0,70 Meter mächtiger harter schiefriger Kohle befindet sich 3,20 Meter unter dem 2. Flöz. Das 4. Flöz ist eine kohlige 0,40 Meter mächtige Hornsteinbank 4,60 Meter unter dem 3. Flöz.
Das Abbaufeld des Schachtes erstreckte sich bis in das Baufeld des Dresden-Possendorfer Steinkohlenbauvereins. Über den Schacht wurden auch die Wässer des Hermannschachtes gelöst. Im Jahr 1885 wurde die Schachtförderung eingestellt. Die Förderung wurde vom Beckerschacht übernommen. Über den Berglustschacht wurde der Beckerschacht mit Betriebswasser versorgt. Um den Wasserbedarf der dort befindlichen Kohlenwäsche zu decken, war eine Rösche vom Poisental zum Schacht aufgefahren worden. Weiterhin diente der Berglustschacht als Frischwetterschacht für das ganze Revier.
1891 wurde im Revier des Berglustschachtes die Streckenförderung mit Pferden aufgenommen. 1898 wurden die noch vorhandenen Abbauflächen dem Beckerschacht zugeschlagen und der Betrieb eingestellt. Der Betrieb der Kokerei wurde im Dezember 1902 eingestellt. Nicht mehr benötigte Gebäude wurden abgerissen.
Am 7. Juni 1905 wurde die Wasserhaltung eingestellt. Die Wässer wurden jetzt über den Beharrlichkeitsschacht gehoben. Die Wetterstrecke zum Beckerschacht wurde im August 1905 abgeworfen. Die Schachteinbauten wurden geraubt und mit der Verfüllung des Schachtes am 27. September 1905 begonnen. Das Treibehaus sprengten sächsische Pioniere in „Gegenwart Sr. Majestät des Königs“ Friedrich August von Sachsen am 9. April 1906.
Im Jahr 1975 wurde der Schacht durch die Bergsicherung Dresden nachverwahrt.